# 山田駅 (岐阜県)
山田駅（やまだえき）は、岐阜県郡上市大和町河辺にある、長良川鉄道越美南線の駅である。駅番号は27。駅名は開設当時の山田村に因む。

## 歴史
- 1932年（昭和7年）7月9日：鉄道省越美南線郡上八幡駅 - 美濃弥富駅（現・郡上大和駅）間開通時に美濃山田駅（みのやまだえき）として開設[1]。旅客・貨物取扱開始[2]。
- 1959年（昭和34年）10月10日：貨物取扱廃止[1][2]。
- 1960年（昭和35年）
  - 2月19日：郡上八幡駅長管理下となる。
  - 10月1日：荷物扱い廃止[2][3]、無人駅化[4]。
- 1986年（昭和61年）12月11日：越美南線が長良川鉄道へ転換、同社の駅となる[1][2]。同時に山田駅（やまだえき）に改称[1][2]。

## 駅構造
単式ホーム1面1線を有する地上駅。
無人駅。駅出入口横に駐輪場がある。

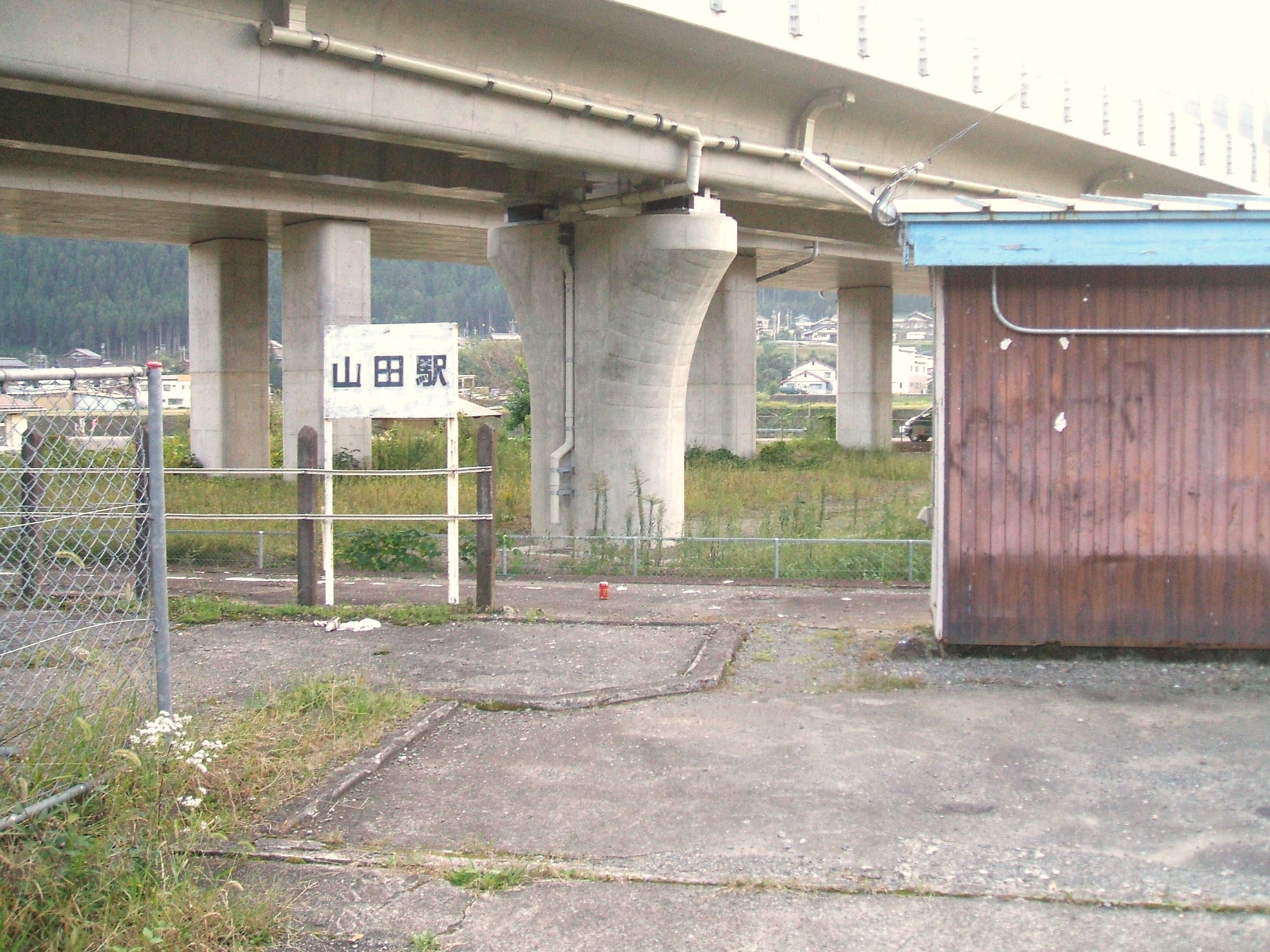
駅出入口（2009年10月）
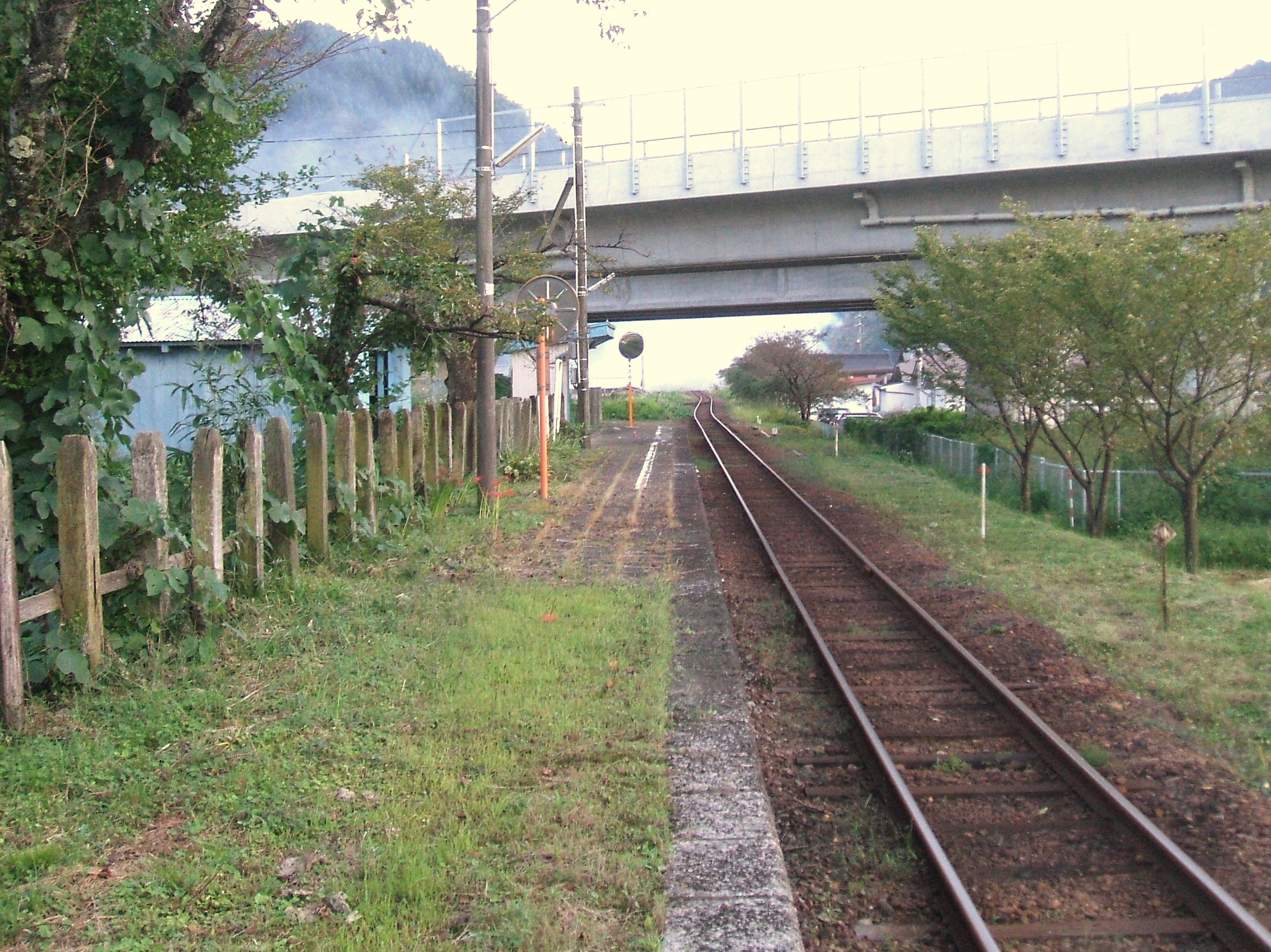
ホーム付近の上を通るのは東海北陸自動車道（美濃太田寄り）

## 利用状況
| 年度               | 1日平均乗車人員 |
| ------------------ | --------------- |
| 2011年（平成23年） | 3               |
| 2012年（平成24年） | 5               |
| 2013年（平成25年） | 6               |
| 2014年（平成26年） | 4               |
| 2015年（平成27年） | 4               |

## 駅周辺
- 国道156号
- 東海北陸自動車道ぎふ大和IC
- 長良川
- ファッションセンターしまむら
- コメリ郡上大和店

## 隣の駅
長良川鉄道
■越美南線
自然園前駅（26） - 山田駅（27） - 徳永駅（28）